# Kristof Van Perre
Kristof Van Perre (Bornem, 12 mei 1972) is een Vlaams acteur en filmregisseur.
In 1997 studeerde hij als filmmaker af op het RITS te Brussel en volgde onder andere workshops van Walter Murch. Daarnaast volgde hij acteertrainingen bij Mary Overlie, Jack Waltzer, SITI Company, Royal Academy of Dramatic Art, London Academy of Music and Dramatic Art, Rose Bruford College, CSU Long Beach, Alexandra Billings en Jeff Perry van Steppenwolf Theater Company.
Sedert 2004 maakt hij als acteur en videomaker deel uit van het Leuvense muziektheatergezelschap Braakland/ZheBilding, nu bekend als Het nieuwstedelijk.
Hij is gastdocent en medewerker bij LUCA Drama, de dramaopleiding van de LUCA School of Arts te Leuven.

## Theater
- (2014) Dansen Drinken Betalen - Almost The Movie (Braakland/ZheBilding, HETPALEIS), als videomaker, Adriaan Van Aken, Philip Paquet, Joris Caluwaerts, Sara Vertongen, Roel Van Camp, Tim Coenen en Inne Eysermans (Amatorski).
- (2013) Er lopen hier beesten rond, als acteur met Margot Vyverman, Leen Verheyen en Valerie Mertens
- (2009-2012) Klopterop (BRONKS - Braakland/ZheBilding), als acteur en videomaker met Kris Cuppens, coach Stijn Devillé
- (2009-2013) Gevoelige Mensen (Braakland/ZheBilding), als acteur en videomaker met Adriaan Van Aken, Sara Vertongen en Youri Van Uffelen
- (2011) AARD, als acteur en schrijver.
- (2010) Benefiet voor een komende natuurramp (als acteur met Margot Vyverman en Leen Verheyen)
- (2008) Als ge zelf niet ziet dat er iets mis is met mij, dan ga ik het ook niet zeggen, als acteur en videomaker.
- (2004-2007) Immaculata (Braakland/ZheBilding) als acteur met Sara Vertongen, Janne Desmet, Joeri Cnapelinckx, Ephraïm Cielen, Youri Van Uffelen en Tim David, regie: Stijn Devillé en Adriaan Van Aken